# 巨勢奈弖麻呂
巨勢 奈弖麻呂（こせ の なでまろ）は、奈良時代の公卿。御史大夫・巨勢比等（人）の子。官位は従二位・大納言。

## 経歴
天武天皇元年（672年）の壬申の乱において、父・比等が大友皇子側につき敗れたため、乱後当時3歳の奈弖麻呂がどのような境遇にあったかは不明であるが、一族と共に配流されていたと推測される。そのためか、天武・持統・文武・元明・元正の5朝50年に亘っての動静は明らかでない。
聖武朝に入り、神亀6年（729年）長屋王の変後に行われた叙位にて60歳で外従五位下に叙せられると、藤原四子政権下で天平3年（731年）内位の従五位下、天平8年（736年）正五位下と昇進する。天平9年（737年）藤原四兄弟が相次いで病死するなど疫病が猖獗を極める中で、厄災を鎮めるための国家による法要が盛んに行われていたが、この状況の中で同年8月に奈弖麻呂は造仏像司長官に任ぜられる。同年9月の藤原四兄弟没後の新体制人事において従四位下に叙せられた。
天平10年（738年）正月に民部卿に任官、同年10月に阿倍内親王（のち孝謙天皇）が立坊すると春宮大夫を兼ね、翌天平11年（739年）には参議に任ぜらて70歳にして公卿に列す。天平13年（741年）二度の昇進を経て正四位上に叙せられると共に、要職の左大弁を兼ねる。さらに同年9月には智努王と共に造宮卿に任ぜられ、新都・恭仁京の宮殿造営の責任者も務めた。天平14年（742年）従三位に昇叙され、天平15年（743年）中納言に昇進して、左大臣・橘諸兄、知太政官事・鈴鹿王に次いで太政官で第三位の席次にまで昇る。さらに天平17年（745年）には鈴鹿王の薨去により一時は太政官の次席となった。
またこの間、天平14年（742年）の紫香楽宮行幸では鈴鹿王・紀飯麻呂と共に、天平15年（743年）紫香楽宮行幸では橘諸兄・鈴鹿王と共に、天平17年（745年）の難波宮行幸では藤原豊成と共に恭仁京留守官を務めた。さらに天平16年（744年）藤原仲麻呂と共に市に派遣されて人々に定京のことを問い、ほとんどの者から恭仁京を都とすることを希望する回答を得ている。
天平18年（746年）各道に鎮撫使が再設置されると、北陸道と山陰道の鎮撫使に任ぜられる。70歳代後半の聖武朝末にかけてなおも昇進を続け、天平20年（748年）正三位、天平21年（749年）従二位・大納言に至る。なお、天平20年（748年）に藤原豊成が先に大納言に昇進したため、奈弖麻呂は再び太政官の第三位の席次に戻っている。
孝謙朝の天平勝宝3年（751年）雀部真人が以下を訴えた際、訴えが正しいことを奈弖麻呂が巨勢氏の氏上として証言し、訴えが認められている。
継体・安閑朝で大臣を務めた巨勢男人について、本来は雀部の氏人であるところ誤って巨勢男人と記されたため、雀部ではなく巨勢が大臣に任ぜられたことになってしまっている。そこで巨勢大臣を雀部大臣に改め、名誉ある名を永く伝え、後裔を子孫に示したい。
天平勝宝4年（752年）4月の東大寺の大仏開眼時には東宮留守官を務める。また同年11月の新嘗会の肆宴で詠んだ応詔歌が『万葉集』に採録されている。
天平勝宝5年（753年）3月30日薨去。享年84。最終官位は大納言従二位兼神祇伯造宮卿。

## 官歴
注記のないものは『続日本紀』による。
- 時期不詳：正六位上
- 神亀6年（729年） 3月4日：外従五位下
- 天平3年（731年） 正月27日：従五位下（内位）
- 天平8年（736年） 正月21日：正五位下（越階）
- 天平9年（737年） 8月23日：造仏像司長官。9月28日：従四位下
- 天平10年（738年） 正月26日：民部卿
- 時期不詳：兼春宮大夫
- 天平11年（739年） 4月21日：参議
- 天平13年（741年） 閏3月5日：従四位上。7月3日：兼左大弁神祇伯、春宮大夫如元。7月13日：正四位上（越階）。9月8日：造宮卿
- 天平14年（742年） 2月1日：従三位。8月27日：恭仁京留守官。12月29日：恭仁京留守官
- 天平15年（743年） 4月3日：恭仁京留守官。5月5日：中納言。7月26日：恭仁京留守官
- 天平17年（745年） 8月28日：恭仁京留守官
- 天平18年（746年） 4月5日：北陸山陰両道鎮撫使
- 天平20年（748年） 2月19日：正三位、停左大弁[5]
- 天平21年（749年） 4月1日：従二位、大納言
- 天平勝宝5年（753年） 3月30日：薨去（大納言従二位兼神祇伯造宮卿）

## 系譜
- 父：巨勢比等[6]
- 母：不詳
- 妻：不詳
  - 男子：巨勢石湯[7]